# 權杖

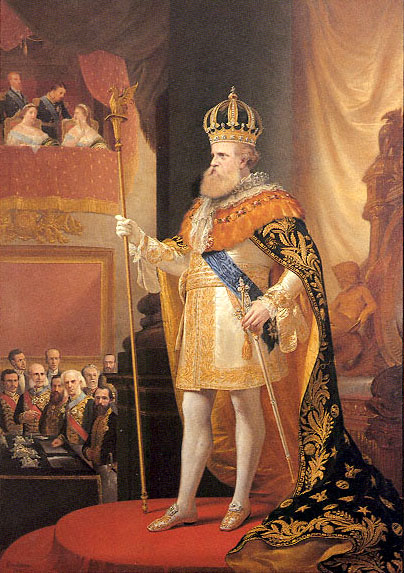
手持权杖的巴西佩德罗二世

權杖是一種長型棍杖，可以是裝飾性的或是宗教儀式的道具，是西方貴族或掌權者用來表示自身權力及地位的物品。
時至今日，權杖亦不時會在巡行隊伍或啦啦隊中出現，但形式已大大不同。

## 古典時代
早於古埃及時代的法老就已經有使用棍棒當成王權象徵的先例，現今所發現最早的皇室權杖發現於卡塞凱姆威陵寢。雖然後世的典型權杖大多長足抵地，不過埃及法老的權杖則不是都如此，有時候法老也會使用較短的小棍棒作為象徵權威的器具，如一個刻有阿涅德吉布的浮雕上就出現他拿著短式權杖的情景。
此外，在舊約聖經出埃及記中，也提到摩西用手杖分隔紅海，藉此帶領以色列人出埃及的事跡。
青銅時代的美索不達米亞統治者在遺留的雕刻中不經常被描繪為帶著權杖，但是他們有時也被描繪為攜帶著一個隨身的護身武器，如弓或狼牙棒。

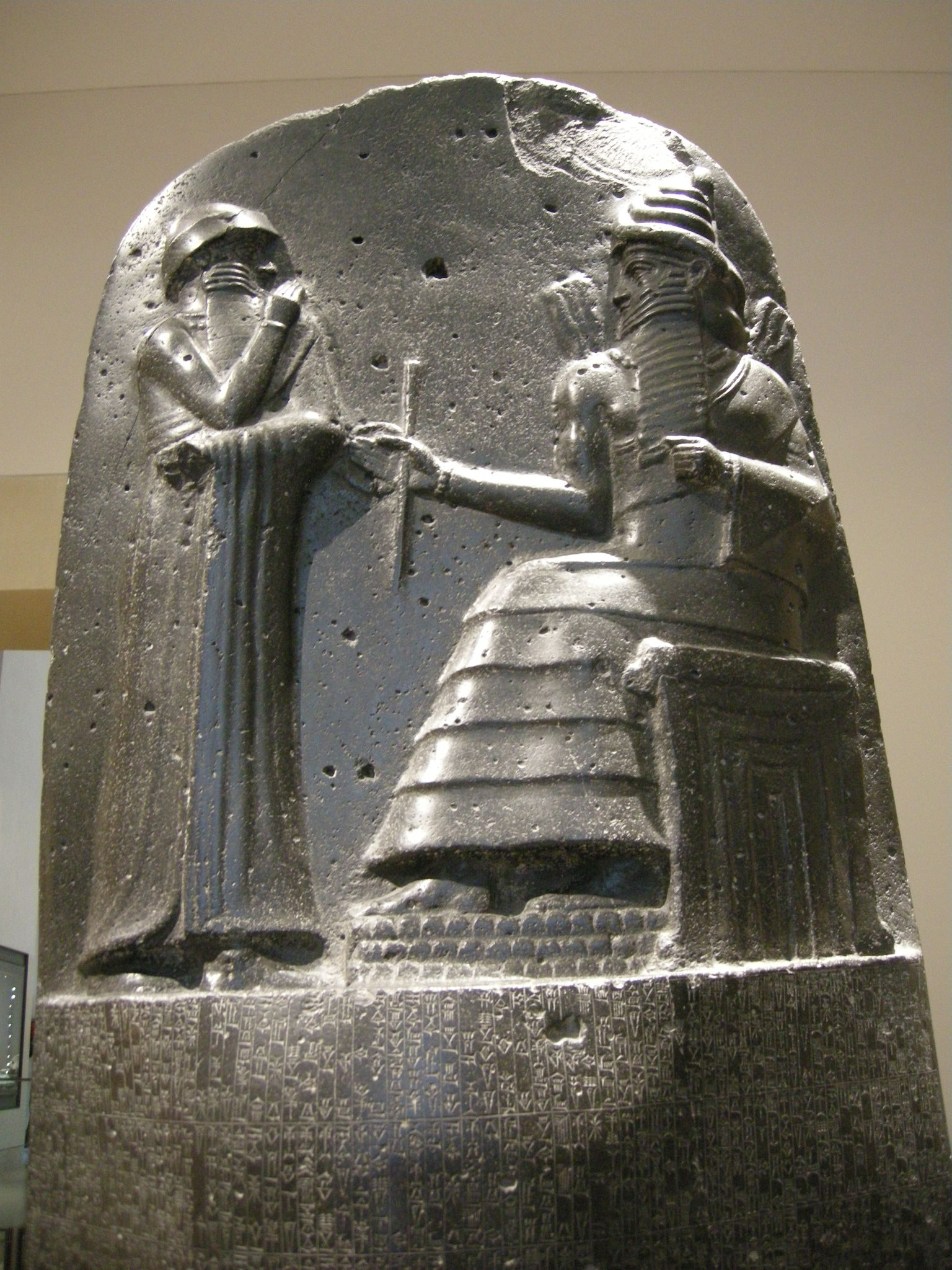
漢摩拉比法典石雕上的國王持有權杖

至於使用棍狀物作為在各機關供職的象徵也能追逤到古典時代，在古希臘各式各樣的棍棒由軍事將領、神職人員、法官使用著。信使神賀米斯的象徵物之一就是他的雙蛇魔杖。而希臘神話的眾神之王宙斯的傳統外型也是持有著一支權杖作為他的權威象徵。在荷馬史詩伊里亞特中也提到過阿伽門農把他的權杖借給奧德修斯使用。